# Jesper Siberg
Jesper Siberg (7. november 1958) er en dansk komponist og musiker.
Fra 1980 aktiv som professionel musiker og komponist. Dannede 1980 Scatterbrain, hvis første album, Keep Dancing, udkom i 1981. Op gennem 80’erne koncerter og endnu et album med Scatterbrain (Mountains Go Rhythmic, 1984). Fra 1982 samarbejde med forfatteren Michael Valeur (Mørkets Splintrede Øje, 1982, Det Drejende Punkt, 1983, og Kærlighed til Kniven, 1986). Også med i popgruppen Naïve (Fish, 1985, Careless, 1989). Desuden musik til kunstinstallationer og performances.
Bosat i London fra 1990. Sound-designer og musikprogrammør på flere Gangway albums og mange andre produktioner med produceren David Motion (f.eks. Orlando, soundtrack, David Motion/Sally Potter, CD, 1993). Også involveret i det tidlige house og drum’n bass miljø (Mind The Gap, 12", 1992, Caffeine, EP, 1993, og Chestnutty!, EP, 1994, m.fl.). I DK desuden samarbejde med Love Shop (Billeder af Verden, CD, 1993 og Det Løse Liv, CD, 1998).
Fra 1995 nært samarbejde med den japanske komponist Coba, inkl. flere albums og turné i Japan i 1996. Med Coba også kollaborationen Neonato, under navnet Cinematographica, CD, Japan 1997. Desuden sound-design for Yamaha, Propellerheads og andre musikinstrument-producenter, samt musik til diverse reklameproduktioner og kortfilm. Flyttede tilbage til København i 1998.
Fra 2000 aktiv som TV-komponist for bl.a. TV2, TV3 og Metronome, samt på reklamer. Desuden samarbejde med bl.a. Coba (Boy, CD, 2006), Elisabeth Gjerluff (Lille Svale, sang til filmen Karlas Kabale, 2007), Birgit Løkke (Tengri, Le Ciel Bleu, soundtrack, 2008), David Motion (music to eat and lie down to, Siberg & Motion, CD, 2007), Elisabeth Gjerluff (Salto Mortale, CD, 2009) og Birgit Løkke (Lyd Digt, 2010).
Dannede i 2010 duoen Timeland med Birgit Løkke. Timeland udgav sit debutalbum Cyclothone i april 2013.